# Eudorylas similis
Eudorylas similis är en tvåvingeart som först beskrevs av Hardy 1950.  Eudorylas similis ingår i släktet Eudorylas och familjen ögonflugor. Inga underarter finns listade i Catalogue of Life.